# Баронс (баскетбольный клуб)
БК Баронс/ЛМТ — латвийский баскетбольный клуб из Риги, основанный в 1991 г. До 2001 г. клуб был известен под названиями «Принципс» и «ЛайнЭР». Один из основателей и постоянный участник Латвийской баскетбольной лиги. БК Баронс/ЛМТ участвовал в Североевропейской баскетбольной лиге. В настоящее время клуб участвует в Латвийской баскетбольной лиге, Балтийской баскетбольной лиге и еврокубках. В 2008 г. Баронс/ЛМТ завоевал свой первый чемпионский титул, а также выиграл Кубок Вызова. Фарм-клуб команды «Баронс/Ридзене» выступает во 2-м дивизионе латвийского чемпионата.

## Результаты выступлений в чемпионате Латвии
| - 1992 — 3 - 1993 — 4 - 1994 — 3 - 1995 — 4 - 1996 — 4 | - 1997 — 7 - 1998 — 4 - 1999 — 7 - 2000 — 6 - 2001 — 6 | - 2002 — 5 - 2003 — 6 - 2004 — 3 - 2005 — 2 - 2006 — 2 | - 2007 — 3 - 2008 — 6 - 2009 — 2 - 2010 — 5 |

## Результаты выступлений в Балтийской баскетбольной лиге
| - 2005 — 9 - 2006 — 6 - 2007 — 7 | - 2008 — 4 - 2009 — 8 - 2010 — не участвовали |